# Нептун (галеон)
Нептун — судно-реплика испанского галеона XVII века.

## История
Построен в 1985 году для фильма Романа Полански «Пираты», при этом четверть бюджета в 30 млн долларов ушла на постройку корабля.
По случаю показа фильма на 39-м Каннском кинофестивале был пришвартованы в порту Канн. Фильм провалился в прокате и корабль на 16 лет остался в Каннах стоять на якоре.
В 2002 году перешёл в порт Генуи, является туристической достопримечательностью и открыт для посетителей.
В 2011 году в мини-сериале «Неверленд» изображал корабль «Весёлый Роджер» Капитана Крюка.

## Описание
Трёхмачтовое многопалубное парусное судно. Длина — 65 метра, ширина — 16,4 метра, осадка — 2,2 метра.
Площадь парусов — 4500  м², также имеется двигатель мощностью 400 л. с. Скорость — 5 узлов (9,3 км/ч).
Является довольно точной репликой испанских галеонов XVII века, но несколько крупнее (длина испанских галеонов того времени редко доходила до 50 метров).
Корпус судна ниже ватерлинии выполнен из стали, выше — из дерева.
Судно полностью функционально, числится в реестре судов Туниса и несёт его флаг.